# Suicideboys
Suicideboys (стилізовано як $uicideboy$) — американський хіп-хоп дует з Нового Орлеана, штат Луїзіана, заснований у 2014 двоюрідними братами Ruby da Cherry та $crim. На SoundCloud дует набув популярності власноруч зробленими бітами та жорсткими темами текстів, наприклад залежність від наркотиків та суїцидальні думки. Вони створили власний лейбл G*59 Records, під яким вся їхня музика розповсюджується Virgin Music Label & Artist Services.
Дует вважається культовим на андерграунд реп-сцені. 7 вересня 2018 вони випустили дебютний студійний альбом під назвою «I Want to Die in New Orleans», який потрапив у топ-10 US Billboard 200. У травні 2019, разом з барабанщиком Blink-182 Тревісом Баркером та гітаристом Korn Джеймсом Шаффером випустили мікстейп «Live Fast, Die Whenever».

## Біографія
Скотт Ентоні Арсено-молодший, відомий під псевдонімом $crim, народився 11 квітня 1989. Надихнувшися творчістю Lil Wayne, він придбав свій перший ноутбук на гроші, отримані від продажу наркотиків. За допомогою нього, він почав займатися діджеїнгом. Він також працював продавцем уживаних меблів, але через декілька років його звільнили через велику кількість татуювань на руках.
Арістос Норман Петру, відомий під псевдонімом Ruby da Cherry, народився 22 квітня 1990 у сім'ї матері-американки та батька грека-кіпріота. У віці 7 років почав цікавитися музикою, у 10 грав на скрипці, а в середній школі грав барабанщиком у гуртах. До 2015 працював офіціантом у ресторані свого батька.

## Музична кар'єра
Першим проєктом дуету став тритрековий мікстейп під назвою «Kill Yourself Part I: The $uicide $aga», випущений у червні 2014 року на SoundCloud та Bandcamp. У наступні роки дует випустив ще дев'ять ітерацій серії «Kill Yourself».
Прорив $uicideboy$ відбувся у 2015 з виходом мікстейпу під назвою «$outh $ide $uicide» разом з флоридським репером Pouya. Станом на жовтень 2018, лише на SoundCloud реліз зібрав понад 75 мільйонів прослуховувань. Перший вихід дуету в мейнстрим відбувся влітку 2016 з релізом «Radical $uicide», п'ятитрековий мікстейп, спродюсований EDM-музикантом Getter, зайняв 17-те місце у Billboard Rap.
7 вересня 2018 вийшов їхній дебютний студійний альбом «I Want to Die in New Orleans». У своєму Instagram вони заявили:
Ми почали записувати цей альбом на початку 2017 року. Спочатку ми хотіли написати про наш життєвий досвід, і розповісти про те, як наше життя стало трохи екстравагантніше.— 
$uicideboy$ стали культовим дуетом на хіп-хоп сцені, частково завдяки своїй нішевій тематиці, що торкається таких тем, як суїцидальні думки, сатанізм та депресія. Станом на березень 2022 найпопулярнішим їхнім музичним відео на YouTube є пісня «Paris», що досягла близько 164 мільйонів переглядів. Найпопулярнішою піснею є «...And to Those I Love, Thanks for Sticking Around», яка досягла 617 мільйонів прослуховувань на Spotify. Дует було включено до списку Billboard «15 виконавців, за якими варто стежити у 2017».
У кінці 2018 з'явилися чутки, що дует розпався, після серії зловісних твітів. Проте потім вияснилося, що твіти пов'язані з «особистими проблемами Арсено», і що вони не розпались.
У травні 2019 дует поклала край цим чуткам, випустивши шеститрековий мікстейп «Live Fast, Die Whenever» у співпраці з барабанщиком Blink-182 Тревісом Баркером та гітаристом Korn Джеймсом Шаффером.
У серпні 2021, після більш ніж річної перерви, дует випустив свій другий студійний альбом «Long Term Effects of Suffering». Альбом був позитивно прийнятий шанувальниками, але викликав розбіжності у ЗМІ. Незабаром після виходу альбому, дует вирушив у тур «Grey Day Tour 2021» разом із іншими учасниками G*59.
У листопаді 2021 року дует отримав свій перший платиновий сингл RIAA після того, як їхня пісня «… And to Those I Love, Thanks for Sticking Around» досягла одного мільйона продаж.

### Інші проєкти
Крім $uicideboy$, Петру та Арсено випускали сольні роботи, а також співпрацювали з іншими артистами.
До $uicideboy$ Арсено був сольним хіп-хоп артистом та випустив кілька мікстейпів під псевдонімом $crim. Серед них, наприклад, «Narcotics Anonymous», «#DrugFlow2» та «Patron Saint of Everything Totally Fucked». Він також працював як штатний продюсер в Universal/Republic. У 2020 Скотт випустив свій перший сольний альбом після утворення $uicideboy$ під назвою «A Man Rose from the Dead». Альбом отримав змішані відгуки серед шанувальників.
Петру випустив два сольні мікстейпи під ім'ям Oddy Nuff da Snow Leopard — «The Jefe Tape» у 2012 та «Pluto» у 2014 році. У Pluto Петру та Арсено співпрацювали разом, Арсено взяв участь у пісні «Smoke a Sack».

### Скандали
$uicideboy$ піддавалися великій критиці зі сторони музичних критиків за їх часто різкий і образливий образ, включаючи їх назву, зміст текстів та поведінку. Багато їх пісень містять теми поклоніння сатані, проте, як заявив Арсено в інтерв'ю No Jumper, використання диявольських образів — це метонім негативного впливу грошей, наркотиків та інших речей, здатних маніпулювати людьми.
Арсено — колишній опіоїдний наркоман, та стверджував у інтерв'ю No Jumper, що він заманював до себе людей з Craiglist, щоб пограбувати їх та задовольнити свою залежність.
У вересні 2016 канадський ді-джей та продюсер Deadmau5 звинуватив дует у порушенні авторських прав, після успіху їхньої пісні «Antarctica». У пісні використані фрагменти пісні Deadmau5 «I Remember», написаної спільно з Kaskade. Пісня, яка набрала мільйони переглядів на YouTube та SoundCloud, пізніше була видалена на обох платформах. Проте, у вересні 2021 року, перед початком туру «Grey Day Tour 2021», пісня була заново випущена на потокових платформах.

## Музичний стиль
Музика $uicideboy$ доволі сильно варіюється між різними піджанрами репу, у той час як деякі пісні мають меланхолійне звучання з ліричним змістом, зосередженим на таких темах, як депресія та суїцидальні думки (теми, що не широко розкриваються у репі), інші — дуже агресивні, з темами про насильство та сексуальний зміст.
В багатьох піснях простежується вплив Three 6 Mafia, у перших піснях $uicideboy$ часто використовували семпли з пісень цього гурту. Хоча використання семплів Three 6 Mafia було сприйняте з застереженням деякими з колишніх членів гурту, особливо Gangsta Boo, член-засновник Juicy J відкрито заявляв про свою підтримку $uicideboy$ і залучив їх до створення своїх мікстейпів, таких як «Highly Intoxicated» та «ShutDaF*kUp», у яких також взяли участь ASAP Rocky, Cardi B, Wiz Khalifa та XXXTentacion.
Значна частина їхньої музики присвячена депресії та її симптомам, що не часто зустрічається у мейнстримному хіп-хопі. Арсено розповів про це в інтерв'ю Mass Appeal, заявивши:
Багато людей сприймають це як емо, або депресивну музику, чи навіть негативну… Насправді, це просто спілкування. Терапія через музику.— 
За винятком запрошених продюсерів та використання платних інструментальних семплів, вся музика $uicideboy$ спродюсована самостійно, переважно Арсено під псевдонімом Budd Dwyer (на честь Роберта Бадда Дуайера, який застрелився на очах у репортерів). Арсено також продюсував пісні для інших артистів, включаючи Denzel Curry, Dash та Juicy J. Також він стверджує, що колись уклав угоду з Universal/Republic.

## Особисте життя
Арсено і Петру досить потайливі, коли справа стосується їхнього особистого життя. Однак, вони обоє згадують своїх колишніх жінок у своїх піснях, найвідоміша з яких — «CLYDE (I Hope at Least One of My Ex-Girlfriends Hears This)».
Арсено є колишнім наркоманом, мав героїнову залежність. Він стверджує, що не вживає наркотиків з лютого 2019 року. Також він заявив, що підтримує свою тверезість відвідуючи програми «12 кроків» і сеанси терапії.
Петру також мав проблеми із наркотиками. Він не так відкрито говорив про свою залежність, як Арсено, проте після виходу альбому «Long Term Effects of Suffering» він почав говорити про неї більш відкрито. У жовтні 2020 пішов до реабілітаційного центру для наркоманів. Петру заявив, що не є повністю тверезим, оскільки продовжує смалити марихуану.

## Дискографія

### Альбоми
| Назва                        | Деталі                                                                                             | Найвища позиція в чарті | Найвища позиція в чарті | Найвища позиція в чарті | Найвища позиція в чарті | Найвища позиція в чарті | Найвища позиція в чарті | Найвища позиція в чарті | Найвища позиція в чарті | Найвища позиція в чарті | Продажі       |
| Назва                        | Деталі                                                                                             | US                      | Aus                     | BEL(FL)                 | Can                     | Fin                     | Ger                     | NLD                     | NZ                      | SWI                     | Продажі       |
| ---------------------------- | -------------------------------------------------------------------------------------------------- | ----------------------- | ----------------------- | ----------------------- | ----------------------- | ----------------------- | ----------------------- | ----------------------- | ----------------------- | ----------------------- | ------------- |
| I Want to Die in New Orleans | - Вийшов 7 вересня, 2018 - Лейбл: G*59 - Формат: Цифрове завантаження, компакт-диск, вініл, касета | 9                       | 10                      | 44                      | 26                      | 6                       | 89                      | 74                      | 15                      | 87                      | - США: 31,000 |
| Stop Staring at the Shadows  | - Вийшов 14 лютого, 2020 - Лейбл: G*59 - Формат: Цифрове завантаження.                             | 30                      | —                       | 81                      | 53                      | 18                      | 82                      | —                       | 22                      | 75                      |               |

### Записані EP
| Назва           | Деталі                                                                | Найвищі позиції в чарті | Найвищі позиції в чарті | Найвищі позиції в чарті |
| Назва           | Деталі                                                                | USR&B/HH                | USInd.                  | USHeat                  |
| --------------- | --------------------------------------------------------------------- | ----------------------- | ----------------------- | ----------------------- |
| Radical $uicide | - Вийшов: 22 липня, 2016 - Лейбл: G*59 - Формат: Цифрове завантаження | 17                      | 20                      | 5                       |

### Інші EPs
2014
- Kill Your$elf Part I: The $uicide $aga
- Kill Your$elf Part II: The Black $uede $aga
- Kill Your$elf Part III: The Budd Dwyer $aga
- Kill Your$elf Part IV: The Trill Clinton $aga
- Kill Your$elf Part V: The Fuck Bitche$, Get Death $aga
- Kill Your$elf Part VI: The T$unami $aga
- Kill Your$elf Part VII: The Fuck God $aga

2015
- Kill Your$elf Part VIII: The $eppuku $aga
- Kill Your$elf Part IX: The $oul$eek $aga
- Kill Your$elf Part X: The Re$urrection $aga
- Black $uicide (w/ Black Smurf)
- Black $uicide Side B: $uicide Hustle (w/ Black Smurf)
- G.R.E.Y.G.O.D.S. (w/ Ramirez)
- Grey Sheep
- I No Longer Fear the Razor Guarding My Heel
- Black $uicide Side C: The Seventh Seal (w/ Black Smurf)
- $outh $ide $uicide (w/ Pouya)
- I No Longer Fear the Razor Guarding My Heel (II)
- G.R.E.Y.G.O.D.S.I.I. (w/ Ramirez)

2016
- DIRTYNASTY$UICIDE (w/ Germ)
- Grey Sheep II
- I No Longer Fear the Razor Guarding My Heel (III)

2017
- DIRTIERNASTIER$UICIDE (w/ Germ)
- Kill Yourself Part XI: The Kingdom Come Saga
- Kill Yourself Part XII: The Dark Glacier Saga
- Kill Yourself Part XIII: The Atlantis Saga
- Kill Yourself Part XIV: The Vulture Saga
- Kill Yourself Part XV: The Coast of Ashes Saga
- Kill Yourself Part XVI: The Faded Stains Saga
- Kill Yourself Part XVII: The Suburban Sacrifice Saga
- Kill Yourself Part XVIII: The Fall of Idols Saga
- Kill Yourself Part XIX: The Deep End Saga
- Kill Yourself Part XX: The Infinity Saga

2019
- Live Fast, Die Whenever (w/ Travis Barker)

2023
- Yin Yang Tapes: Summer Season (1989–1990)
- Yin Yang Tapes: Fall Season (1989–1990)
- Yin Yang Tapes: Winter Season (1989–1990)
- I No Longer Fear the Razor Guarding My Heel (V)

### Мікстейпи
- Gray/Grey (2015)
- 7th or St. Tammany (2015)
- YUNGDEATHLILLIFE (2015)
- High Tide in the Snake's Nest (2015)
- My Liver Will Handle What My Heart Can't (2015)
- Now the Moon's Rising (2015)
- Dark Side of the Clouds (2016)
- Eternal Grey (2016)

### Сингли
| Назва                      | Рік  | Сертифікації | Альбом                                                          |
| -------------------------- | ---- | ------------ | --------------------------------------------------------------- |
| «Kill Yourself (Part III)» | 2015 | - RIAA: Gold | My Liver Will Handle What My Heart Can't                        |
| «Paris»                    | 2015 | - RIAA: Gold | Now The Moon's Rising                                           |
| «Fuckthepopulation»        | 2016 |              | Songsthatwewontgetsuedforbutattheendofthedayweallgonnadieanyway |
| «For the Last Time»        | 2017 |              | Kill Yourself Part XX: The Infinity Saga                        |
| «Fuckallofyou2k18»         | 2018 |              | Non-album singles                                               |
| «Either Hated Or Ignored»  | 2018 |              | Non-album singles                                               |
| «Carrollton»               | 2018 |              | I Want to Die in New Orleans                                    |
| «Meet Mr. Niceguy»         | 2018 |              | I Want to Die in New Orleans                                    |
| «Hung Up on the Come Up»   | 2018 |              | Non-album singles                                               |
| «Scrape»                   | 2018 |              | Non-album singles                                               |
| «Nothingleftnothingleft»   | 2019 |              | Live Fast, Die Whenever                                         |
| «Aliens Are Ghosts»        | 2019 |              | Live Fast, Die Whenever                                         |
| «Scope Set»                | 2019 |              | Stop Staring at the Shadows                                     |
| «Fuck Your Culture»        | 2019 |              | Stop Staring at the Shadows                                     |

### Другі пісні в чартах
| Назва                                              | Рік  | Найвища позиція в чарті | Альбом                      |
| Назва                                              | Рік  | NZ HOT                  | Альбом                      |
| -------------------------------------------------- | ---- | ----------------------- | --------------------------- |
| «All Dogs Go to Heaven»                            | 2020 | 26                      | Stop Staring at the Shadows |
| «Putrid Pride»                                     | 2020 | 32                      | Stop Staring at the Shadows |
| «That Just Isn't Empirically Possible»             | 2020 | 34                      | Stop Staring at the Shadows |
| «…And to Those I Love, Thanks for Sticking Around» | 2020 | 35                      | Stop Staring at the Shadows |

### Гостьові участі
| Назва                    | Рік  | Інші виконавці                                 | Альбом                             |
| ------------------------ | ---- | ---------------------------------------------- | ---------------------------------- |
| «Soul»                   | 2014 | Chetta                                         | Diary of a Felon                   |
| «Cult II»                | 2014 | Queen Michael                                  | н/д                                |
| «$uicideWave»            | 2014 | XtheDolphin                                    | н/д                                |
| «G Double O D»           | 2015 | Swag Toof                                      | FOE                                |
| «Dark Cry$tal»           | 2015 | Noah23                                         | Peacock Angel                      |
| «666House»               | 2015 | Mike Good                                      | н/д                                |
| «The Invocation»         | 2015 | Wavy Jone$                                     | Beyond the Black Rainbow           |
| «Psychedelic $uicide»    | 2015 | Trez                                           | н/д                                |
| «Hatred»                 | 2015 | Smug Mang                                      | Lil Gwoupo                         |
| «Seppuku»                | 2015 | Ghostemane, JGrxxn                             | For the Aspiring Occultist         |
| «Polluted Paradise»      | 2015 | Chetta                                         | Polluted Paradise                  |
| «Avant Garde»            | 2015 | JGrxxn, Rozz Dyliams                           | LILBOXCHEVYMANE                    |
| «Avant Garde II»         | 2015 | JGrxxn, Ramirez                                | Ra                                 |
| «Make Your Own Way»      | 2015 | Supa Sortahuman                                | HATE HATE                          |
| «Dipped In Gold»         | 2015 | B.C. tha Hybrid                                | н/д                                |
| «Sarcophagus II»         | 2015 | Ramirez                                        | Meet Me Where the River Turns Grey |
| «Guillotine»             | 2016 | CP97                                           | н/д                                |
| «Check»                  | 2016 | EndyEnds                                       | н/д                                |
| «Fuck Y'all Hoes»        | 2016 | Germ                                           | Bad Shit                           |
| «Chamber»                | 2016 | Mikey the Magician                             | Manifest                           |
| «But Wait, There's More» | 2016 | Pouya                                          | Underground Underdog               |
| «Fat Hoes»               | 2016 | Pouya, SDotBraddy, Germ                        | Underground Underdog               |
| «Agora»                  | 2016 | Yung Dori, Crackhead Jynn                      | SUSPECT                            |
| «2 Hot 4 U»              | 2016 | Fat Nick                                       | When the Lean Runs Out             |
| «TTYL» (Remix)           | 2016 | Fat Nick, Pouya, Sir Michael Rocks, Robb Banks | When the Lean Runs Out             |
| «I Can't Fold»           | 2016 | Wifisfuneral                                   | Black Heart Revenge                |
| «2 High»                 | 2016 | Getter                                         | Wat the Frick                      |
| «Depraved $uicide»       | 2016 | Yung Dori                                      | н/д                                |
| «666 Below»              | 2017 | Kold-Blooded                                   | FaceKloud 1.0                      |
| «Rukus»                  | 2017 | Germ                                           | Bad Shit (Bootleg)                 |
| «Suicide Bay»            | 2017 | Mitchell Bay                                   | н/д                                |
| «Grey Gods»              | 2017 | Ramirez                                        | The Grey Gorilla                   |
| «As the Bridges Burn»    | 2017 | Craig Xen                                      | н/д                                |
| «Freaky»                 | 2017 | Juicy J, A$AP Rocky                            | Highly Intoxicated                 |
| «Joan of Arc»            | 2018 | Night Lovell                                   | Goodnight Lovell                   |
| «Cutthroat Smile»        | 2018 | Bexey                                          | н/д                                |
| «Awkward Car Drive»      | 2019 | Germ                                           | Germ Has a Deathwish               |